# Englische Cricket-Nationalmannschaft in Südafrika in der Saison 1999/2000
Die Tour der englischen Cricket-Nationalmannschaft nach Südafrika in der Saison 1999/2000 fand vom 18. November 1999 bis zum 18. Januar 2000 statt. Die internationale Cricket-Tour war Bestandteil der Internationalen Cricket-Saison 1999/2000 und umfasste fünf Tests. Südafrika gewann die Test-Serie 2–1.

## Vorgeschichte
Südafrika bestritt zuvor eine Tour gegen Simbabwe, für England war es die erste Tour der Saison.
Das letzte Aufeinandertreffen der beiden Mannschaften bei einer Tour fand in der Saison 1998 in England statt.

## Stadien
Die folgenden Stadien wurden für die Tour als Austragungsort vorgesehen:
| Stadion                  | Stadt          | Kapazität | Spiele  |
| ------------------------ | -------------- | --------- | ------- |
| Centurion Park           | Centurion      | 22.000    | 5. Test |
| Sahara Stadium Kingsmead | Durban         | 25.000    | 3. Test |
| Wanderers Stadium        | Johannesburg   | 34.000    | 1. Test |
| Newlands Cricket Ground  | Kapstadt       | 25.000    | 4. Test |
| Sahara Oval St George's  | Port Elizabeth | 19.000    | 2. Test |

## Kaderlisten
| Test | Test |
| Südafrika | England |
| --- | --- |
| - Hansie Cronje (K) - Paul Adams - Mark Boucher (wk) - Daryll Cullinan - Allan Donald - Herschelle Gibbs - Nantie Hayward - Jacques Kallis - Gary Kirsten - Lance Klusener - Shaun Pollock - Jonty Rhodes - Pieter Strydom | - Nasser Hussain (K) - Chris Adams - Mike Atherton - Mark Butcher - Andy Caddick - Andrew Flinthoff - Darren Gough - Gavin Hamilton - Darren Maddy - Alan Mullally - Chris Silverwood - Alec Stewart (wk) - Phil Tufnell - Michael Vaughan |

## Tour Matches
| 1. November Scorecard | Randjesfontein | England XI 203-7 (66.3)                    | – | Nicky Oppenheimer XI 207-4 (37.2) |
|                       |                | Nicky Oppenheimer XI gewinnt mit 6 Wickets |   |                                   |

| 2. November Scorecard | Benoni | England XI 234-9 (50)          | – | Easterns 215-7 (50) |
|                       |        | England XI gewinnt mit 19 Runs |   |                     |

| 5. – 8. November Scorecard | Kapstadt | Combined Western Province-Boland XI 358-9d (136.2) & 140-6d (63) | – | England XI 249 (106.3) & 82-2 (41) |
|                            |          | Remis                                                            |   |                                    |

| 12. – 15. November Scorecard | Bloemfontein | England XI 358-9d (118) & 211-1d (50) | – | Free State-Griqualand West Combined XI 194 (88) & 222 (77.1) |
|                              |              | England XI gewinnt mit 153 Runs       |   |                                                              |

| 18. – 21. November Scorecard | Centurion | England XI 303 (112.4) & 195-8d (61) | – | Gauteng-Northerns Combined XI 201 (67.1) & 195 (48.1) |
|                              |           | England gewinnt mit 102 Runs         |   |                                                       |

| 1. Dezember Scorecard | Johannesburg | England XI 274-5 (50)       | – | Gauteng Invitation XI 236-9 (50) |
|                       |              | England gewinnt mit 38 Runs |   |                                  |

| 3. – 6. Dezember Scorecard | Durban | KwaZulu-Natal 310 (93.3) & 152-2 (61) | – | England XI 421 (164.2) |
|                            |        | Remis                                 |   |                        |

| 16. Dezember Scorecard | Ntselamanzi | England XI 309-8 (50)           | – | Combined Eastern Province-Border XI 156 (36.4) |
|                        |             | England XI gewinnt mit 153 Runs |   |                                                |

| 18. – 21. Dezember Scorecard | East London | Combined Eastern Province-Border XI 384 (111.1) | – | England XI 113-2 (28) |
|                              |             | Remis                                           |   |                       |

| 9. – 11. Januar Scorecard | Port Elizabeth | South African Invitational XI 253-7d (86.5) & 223-6 (76.4) | – | England XI 331 (90.2) |
|                           |                | Remis                                                      |   |                       |

## Tests

### Erster Test in Johannesburg
| 25. – 28. Juni Scorecard | Johannesburg | England 122 (41.4) & 260 (83.4)                 | – | Südafrika 403-9d (138) |
|                          |              | Südafrika gewinnt mit einem Innings und 21 Runs |   |                        |

Südafrika gewann den Münzwurf und entschied sich als Feldmannschaft zu beginnen. Als Spieler des Spiels wurde Allan Donald ausgezeichnet.

### Zweiter Test in Port Elizabeth
| 9. – 13. Dezember Scorecard | Port Elizabeth | Südafrika 450 (128.1) & 224-4d (92.5) | – | England 373 (137.1) & 153-6 (77) |
|                             |                | Remis                                 |   |                                  |

England gewann den Münzwurf und entschied sich als Feldmannschaft zu beginnen. Als Spieler des Spiels wurde Lance Klusener ausgezeichnet.

### Dritter Test in Durban
| 26. – 30. Dezember Scorecard | Durban | England 366-9d (166.4) | – | Südafrika 156 (50.5) & 572-7 (209.2) (f/o) |
|                              |        | Remis                  |   |                                            |

England gewann den Münzwurf und entschied sich als Schlagmannschaft zu beginnen. Als Spieler des Spiels wurde Andy Caddick und Gary Kirsten ausgezeichnet.

### Vierter Test in Kapstadt
| 2. – 5. Januar Scorecard | Kapstadt | England 258 (113) & 126 (60.3)                  | – | Südafrika 421 (153.4) |
|                          |          | Südafrika gewinnt mit einem Innings und 37 Runs |   |                       |

England gewann den Münzwurf und entschied sich als Schlagmannschaft zu beginnen. Als Spieler des Spiels wurde Daryll Cullinan ausgezeichnet.

### Fünfter Test in Centurion
| 14. – 18. Januar Scorecard | Centurion | Südafrika 248-8d (72) & 0-0d (0) | – | England 0-0d (0) & 251-8 (75.1) |
|                            |           | England gewinnt mit 2 Wickets    |   |                                 |

England gewann den Münzwurf und entschied sich als Schlagmannschaft zu beginnen. Als Spieler des Spiels wurde Micael Vaughan ausgezeichnet.
Der südafrikanische Mannschaftskapitän Hansie Cronje gab das erste Innings seiner Mannschaft auf, um ein Ergebnis im Test zu ermöglichen. Der Weltverband ICC kritisierte diese Entscheidung als nicht im Sinne des Sportes. Drei Monate später wurde im Rahmen der Ermittlungen zum Wettskandal um Cornje bekannt, dass dieser gegen Geld dafür sorgte, dass ein Ergebnis zustande kam.